# Bilka
A Bilka dán áruházlánc. Az első üzlet 1970-ben nyilt Tilstban, Aarhus külvárosában. Az áruházat Herman Salling alapította, de most a Salling Csoport része.

## Nevének eredete
A "Bilka" névet eredetileg a német Billiges Kaufhaus (olcsó áruk boltja) szó rövidített változata, melynek Herman Salling az alapítója, aki a Nyugat-Németországban tett üzleti útja során találkozott ezzel a megoldással.

## Az első áruház
Az első Bilka áruház az első olcsó áruk boltja volt 10.000 m2-es eladóterülettel, és 1200 autó befogadására képes parkoló területtel. Ez volt a legnagyobb üzlet Dániában.
Az első Bilka üzlet megnyitásának terveit 1954-ben kezdték megvizsgálni. A terv szerint Aarhus területén 2 új központnak kellett volna létesülni, ám az első üzlet megnyitása után a terv már nem volt gazdaságilag életképes.
2010 elején az első üzlet 40. évfordulója alkalmából teljes felújításon esett át. Az összes régi pénztárgépet felújították, 28 modern és 8 önkiszolgáló terminált létrehozva ezzel. Az összes osztályt felújították. Ma a bolt Dánia legnagyobb zöldség- és gyümölcsosztályával rendelkezik.

## Bilka boltok
Az alábbi városokban található áruházak
| Nyitás éve | Áruház | Terület   | Város      | Információ                             |
| ---------- | ------ | --------- | ---------- | -------------------------------------- |
| 1970       | Bilka  | 29.000 m² | Tilst      |                                        |
| 1972       | Bilka  | 28.700 m² | Aalborg    | From 1996 a part of Aalborg Storcenter |
| 1973       | Bilka  | 27.800 m² | Hundige    | Part of Waves                          |
| 1976       | Bilka  | 22.500 m² | Odense     |                                        |
| 1982       | Bilka  | 20.000 m² | Ishøj      | Part of Ishøj Bycenter                 |
| 1988       | Bilka  | 12.600 m² | Slagelse   |                                        |
| 1989       | Bilka  | 19.900 m² | Næstved    | Part of Næstved Storcenter             |
| 1993       | Bilka  | 14.800 m² | Holstebro  |                                        |
| 1993       | Bilka  | 19.400 m² | Vejle      | Former A-Z                             |
| 1993       | Bilka  | 19.300 m² | Kolding    | Part of Kolding Storcenter             |
| 1994       | Bilka  | 16.500 m² | Esbjerg    | Former A-Z                             |
| 2001       | Bilka  | 14.200 m² | Horsens    |                                        |
| 2003       | Bilka  | 13.000 m² | Ørestad    | Part of Field's                        |
| 2005       | Bilka  | 13.400 m² | Viborg     | Former A-Z                             |
| 2009       | Bilka  | 11.800 m² | Sønderborg | Former A-Z                             |
| 2011       | Bilka  | 10.400 m² | Herning    | Former A-Z                             |
| 2012       | Bilka  |           | Hillerød   | Part of Slotsarkaderne                 |
| 2018       | Bilka  |           | Randers    |                                        |